# Nicàgores de Rodes
Nicàgores de Rodes (Nicagoras, Nikagóras Νικαγόρας) fou un polític de l'illa de Rodes. Fou enviat dues vegades, juntament amb dos polítics més, Agesíloc i Nicandre, com ambaixador davant els romans (169 aC), la primera vegada directament a Roma i la segona (un any més tard, el 168 aC) al cònsol Emili Paul·le a Macedònia.